# ケウィン・ノーチェ
ケウィン・ノーチェ（Quewin Nortje、2003年1月14日 - ）は、南アフリカ共和国のラグビーユニオン選手。

## プロフィール
- 南アフリカ共和国出身[1]。
- ポジションはウィング(WTB)。
- 身長 182cm、体重 83kg
- U20南アフリカ代表に選ばれたことがある[2]。
- 7人制南アフリカ共和国代表に選ばれた。

## 略歴
2022年、ブルー・ブルズに加入。
2024年、2024パリ五輪の7人制南アフリカ共和国代表に選ばれて銅メダル獲得。